# Constantin Constantin
Constantin Constantin (n. 21 septembrie 1929, Băicoi, jud. Prahova) este un fost deputat român în legislatura 1992-1996, ales în județul Dâmbovița pe listele partidului PDSR. Constantin Constantin este de profesie medic.